# Erythrodolius scrupulosus
Erythrodolius scrupulosus är en stekelart som beskrevs av André Seyrig 1932. Erythrodolius scrupulosus ingår i släktet Erythrodolius och familjen brokparasitsteklar. Inga underarter finns listade i Catalogue of Life.